# Na (kana)
A hiragana な, katakana ナ, Hepburn-átírással: na, magyaros átírással: na japán kana. A hiragana és a katakana is a 奈 kandzsiból származik. A godzsúonban (a kanák sorrendje, kb. „ábécérend”) a 21. helyen áll. A な Unicode kódja U+306A, a ナ kódja U+30CA. 
|            | Hepburn és magyaros | Hiragana (Unicode) | Katakana    |
| ---------- | ------------------- | ------------------ | ----------- |
| Alapalak   | na                  | な (U+306A)        | ナ (U+30CA) |
| Dakutennel | –                   | –                  | –           |

## Vonássorrend
|  |  |
|  |  |